# Testament de Louis XVI
Pour le texte, dit « Testament politique de Louis XVI », voir Fuite de Louis XVI et arrestation à Varennes#Le testament politique de Louis XVI.

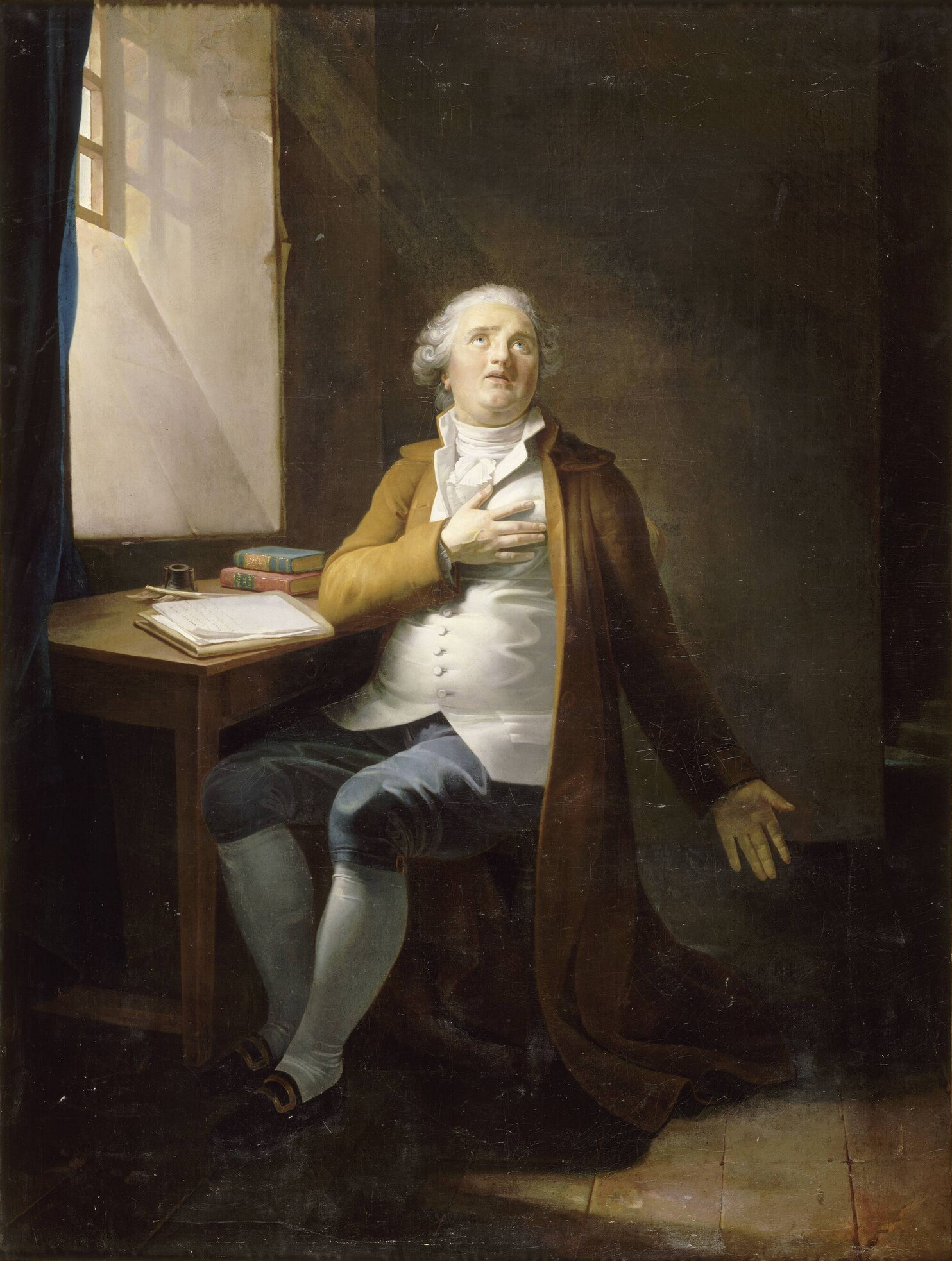
Louis XVI, roi de France, au Temple, écrivant son testament, peinture de Henri-Pierre Danloux, vers 1795.

Le testament de Louis XVI est un document rédigé par Louis XVI le 25 décembre 1792 durant sa captivité dans la tour du Temple. 
Dans ce document le roi exprime la fatalité de son sort, étant persuadé de sa condamnation à mort dans son procès par la Convention nationale qui doit s'achever le lendemain. Il évoque également sa foi envers Dieu en tant que roi de droit divin, exprime ses dernières volontés à ses proches qu'il n'a pas vus depuis le début de son procès le 10 décembre et proclame son innocence des crimes dont il est accusé.

## Contexte
La perte progressive : Roi de France de droit divin depuis son sacre en 1774, Louis XVI est confronté depuis la convocation des États généraux de 1789 à la déconstruction progressive de l'État absolutiste et du concept de monarchie de droit divin comme fondement de sa souveraineté.
Le tiers état proclamé Assemblée nationale le 17 juin 1789 vote l'abolition des privilèges durant la nuit du 4 août 1789, mettant fin à la société d'ordres de l'Ancien régime.
L'Assemblée nationale constituante vote le changement du titre de Roi de France à Roi des Français le 6 novembre 1789, Louis XVI demeure toujours roi « par la grâce de Dieu » mais tient désormais sa souveraineté du peuple français.
Contraint d'approuver des décrets auxquels il est hostile, notamment la constitution civile du clergé, le roi est également contraint de résider au palais des Tuileries depuis les journées des 5 et 6 octobre 1789.
Tous ces éléments sont à l'origine de la fuite de Varennes dont l'échec n'empêcha pas la promulgation de la monarchie constitutionnelle le 3 septembre 1791 mais provoqua une rupture de confiance irrémédiable entre le Roi et les partisans de la Révolution.
En tant que chef de l'exécutif dans ce nouveau régime, Louis XVI dispose du droit de nommer le cabinet ministériel de son choix. Celui-ci nomme donc un « cabinet girondin » composé de ministres favorables à la guerre. Celle-ci est votée par l'Assemblée nationale le 20 avril 1792.
Les premières défaites à la frontière, le véto du roi sur la condamnation des prêtres réfractaires et le renvoi des ministres girondins génèrent cependant une forte colère contre le roi exprimé lors de la première occupation du palais des Tuileries lors de la journée du 20 juin 1792.
Le manifeste de Brunswick publié à Paris le 3 août 1792 émis par le général en chef des armées ennemies promettant aux Parisiens une « vengeance exemplaire et à jamais mémorable » en cas d'atteinte au roi constitue pour les révolutionnaires une preuve décisive du double jeu du roi et abouti à la journée du 10 août 1792 et la déchéance de Louis XVI en tant que Roi des Français.

## Contenu du testament de Louis XVI
Louis XVI a déjà exprimé ses positions sur la Révolution dans sa Déclaration de Louis XVI à tous les Français, à sa sortie de Paris, surnommée traditionnellement le testament politique de Louis XVI.
L'historienne Bernardine Melchior-Bonnet affirme ainsi que « ce testament de Louis XVI est plus celui d’un grand chrétien que celui d’un souverain, même déchu. On voit en effet d’emblée que la chose publique n’est plus de son ressort : seule compte pour lui l’entrée dans la vie future ».

## Extraits
Le jour de Noël 1792, Louis XVI rédigea son testament. En voici quelques extraits :

« Au nom de la très sainte Trinité, du Père et du Fils et du Saint-Esprit. Aujourd'hui vingt-cinquième jour de décembre mil sept cent quatre-vingt-douze, moi Louis, seizième du nom, roi de France, étant de puis quatre mois renfermé avec ma famille dans la Tour du Temple, à Paris, par ceux qui étaient mes sujets, et privé de toute communication quelconque, même depuis le onze du courant, avec ma famille, de plus impliqué dans un procès dont il est impossible de prévoir l'issue, à cause des passions des hommes, et dont on ne trouve aucun prétexte ni moyens dans aucune loi existante ; n'ayant que Dieu pour témoin de mes pensées et auquel je puisse m'adresser, je déclare ici, en sa présence, mes dernières volontés et sentiments. »

Après avoir formulé son acte de foi, confirmé qu'il meurt dans l'union de l'Église catholique, apostolique et romaine, il demande à Dieu de lui pardonner ses péchés et, à défaut du confesseur qu'on lui refuse, de recevoir son repentir. Il demande à ceux qu'il aurait offensés par inadvertance, ou auxquels il aurait causé quelque mal, de lui pardonner et d'unir leurs prières aux siennes. Puis :

« Je pardonne de tout mon cœur à ceux qui se sont faits mes ennemis sans que je leur en aie donné aucun sujet ; et je prie Dieu de leur pardonner, de même qu'à ceux qui par un faux zèle ou par un zèle mal entendu, m'ont fait beaucoup de mal [il s'agit ici des émigrés]. Je recommande à Dieu ma femme et mes enfants, ma sœur, mes tantes, mes frères, et tous ceux qui me sont attachés par les liens du sang ou par quelque autre manière que ce puisse être ; je prie Dieu particulièrement de jeter des yeux de miséricorde sur ma femme, mes enfants et ma sœur, qui souffrent depuis longtemps avec moi ; de les soutenir par sa grâce, s'ils viennent à me perdre, et tant qu'ils resteront dans ce monde périssable. »

Louis XVI recommande aussi ses enfants à sa sœur, Madame Élisabeth (Élisabeth de France), car il prévoit sans doute la fin prochaine de Marie-Antoinette d'Autriche, à laquelle il demande pardon de tous les maux qu'elle souffre pour lui l'assurant, qu'il ne « garde rien contre elle, si elle croyait avoir quelque chose à se reprocher ». C'est ensuite au dauphin (futur Louis XVII) qu'il s'adresse :

« Je recommande à mon fils, s'il avait le malheur de devenir roi, de songer qu'il se doit tout entier au bonheur de ses concitoyens ; qu'il doit oublier toute haine tout ressentiment, et nommément ce qui à rapport aux malheurs et aux chagrins que j'éprouve ; qu'il ne peut faire le bonheur des peuples qu'en régnant suivant des lois : mais en même temps qu'un roi ne peut les faire respecter, et faire respecter, et faire le bien qui est dans son cœur, qu'autant qu'il a l'autorité nécessaire; et qu'autrement étant lié dans ses opérations et n'inspirant point de respect, il est plus nuisible qu'utile. »

C'est ici un retour sur lui-même, l'analyse succincte de son comportement politique, de ses faiblesses. Il recommande également au dauphin, dont il ne semble pas souhaiter de porter le fardeau des responsabilités suprêmes, de se souvenir, en cas de restauration ultérieure de la royauté, de ceux qui sont morts à son service et de leur famille, de récompenser les fidèles et de pardonner aux ingrats, voire à ceux qui ont trahi la cause de la monarchie.
Parmi ceux qui lui sont restés attachés, il ne peut nommer que quelques personnes, parmi lesquels ses trois défenseurs (Chrétien Guillaume de Lamoignon de Malesherbes, François Tronchet et Raymond de Sèze) et Jean-Baptiste Cléry.

« Je pardonne encore très volontiers à ceux qui me gardent, les mauvais traitements et les gênes dont ils ont cru devoir user envers moi. J'ai trouvé quelques âmes sensibles et compatissantes : que celles-là jouissent dans leur cœur, de la tranquillité que doit leur donner leur façon de penser !.... Je finis en déclarant devant Dieu, et prêt à paraître devant lui, que je ne me reproche aucun des crimes qui sont avancés contre moi. »

Il est à noter que le testament de Louis XVI est gravé sur une plaque de marbre monumentale placée dans une chapelle (appelée chapelle Saint-Louis) de la cathédrale Notre Dame de la Sède à Tarbes, la préfecture des Hautes-Pyrénées. Il est par exemple en photo ici.

## Éditions du testament
- Fac-similé du testament de Louis XVI, seule édition autorisée par S. Ex. le ministre de la police générale, comme conforme à celle faite sur l'original ; gravé par Pierre Picquet... On y a joint le fac-similé d'un fragment d'écrit de Madame Élisabeth, et des signatures de la reine Marie-Antoinette et du jeune Louis XVII ; accompagnés d'une Notice historique, contenant des détails... sur le testament du roi Louis XVI et sur l'origine du testament de la reine, par L.-E. Audot, Paris, 1816 (en ligne sur Bnf-gallica).
- Fac-similé et texte intégral en version audio
- Louis XVI et Marie-Antoinette, « Testament de Louis XVI et lettre de Marie-Antoinette, reine de France, à sa soeur », sur Gallica, 1792 (consulté le 1er octobre 2018)